# Elena Martín Crevillén
Elena Irene Martín Crevillén (Madrid, 1972) és una política valenciana d'origen castellà, diputada al Congrés espanyols per la circumscripció d'Alacant a la VI Legislatura, i regidora de l'Ajuntament d'Alacant entre 2011 i 2015.

## Biografia
Filla i neta de militants socialistes, Elena Martín resideix a Alacant (l'Alacantí) des dels 18 anys. Estudià Ciències químiques a la Universitat d'Alacant, tot i que abandonà els estudis abans d'acabar la carrera. En aquesta època fundà el sindicat Campus Jove i fou secretaria general del Consell d'Alumnes del campus de Sant Vicent del Raspeig. Fou també vicesecretària general de Joves Socialistes del País Valencià.
El 1999, últim any de la sisena legislatura, accedeix a l'escó de diputada al Congrés en substitució del dimitit Josep Sanus, esdevenint amb 26 anys la diputada més jove. El 2006 és nomenada cap de gabinet de la subdelegada del Govern a Alacant Etelvina Andreu, que el 2007 fou candidata a l'alcaldia de la ciutat i de la que Elena Martín fou secretària a la campanya electoral, perdent amb una diferència de més de 4.000 vots davant el candidat del Partit Popular Luis Díaz Alperi. Fou assessora del grup municipal socialista de 2007 a 2008.
Al XI Congrés Nacional del PSPV celebrat el 2008 i on Jorge Alarte accedí a la secretaria general, fou nomenada secretària d'organització del partit, càrrec que mantindrà fins al 2012, quan Ximo Puig esdevé secretari general. També va resultar elegida candidata del PSPV a l'alcaldia d'Alacant per a les eleccions locals de 2011 en un procés de primàrias on s'enfrontà a Antonio Fernández Valenzuela. Elena Martín no aconseguí tombar la majoria absoluta de l'alcaldessa del PP Sonia Castedo, obtenint els pitjors resultats per al PSPV en la història. Va liderar el grup socialista i l'oposició al govern popular de la ciutat tan sols un any, quan va dimitir com a portaveu tot i que va retindre l'acta de regidora.